# 八重樫直人
八重樫 直人（やえがし なおと、1965年2月13日 - ）は、日本の建築家。

## 概要
住宅、集合住宅などの設計を行っている。

## 略歴
- 1965年　北海道生まれ
- 1990年　東北大学工学部建築学科卒業
- 1990年～1993年　原広司+アトリエ・ファイ建築研究所勤務
- 1993年～2000年　東北大学大学院工学研究科助手
- 1995年　ノルムナルオフィス設立
- 2009年～2011年　東北大学非常勤講師

## 主な作品
- 2002年　仙台演劇工房10－BOX（共同：小野田泰明+坂口大洋）

## 受賞
- 2000年　第2回「あたたかな住空間デザイン」コンペティション 優秀賞（五戸の家）